# Anne-Marie Pelletier
Anne-Marie Pelletier (* 13. Juni 1946 in Paris) ist eine französische römisch-katholische Theologin.

## Leben
Sie erhielt 1972 die Agrégation in moderne Literatur und promovierte in Religionswissenschaft. Als Professorin an Universitäten lehrte sie nacheinander an der Universität Paris-Nanterre und an der Universität Marne-la-Vallée Linguistik, Poetik und vergleichende Literaturwissenschaft.
Im April 2017 verfasste sie den Text der Meditationen über den Kreuzweg am Kolosseum in Rom. Sie ist die erste Laiin, die individuell mit dieser Mission betraut wird.

## Veröffentlichungen (Auswahl)
- Fonctions poétiques. Paris 1977, ISBN 2-252-01932-8.
- Lectures du «Cantique des cantiques». De l’énigme du sens aux figures du lecteur. Rom 1989, ISBN 88-7653-121-1.
- Mémoires bibliques. Nanterre 1995, ISBN 2-904906-02-9.
- Lectures bibliques. Aux sources de la culture occidentale. Paris 2001, ISBN 2-204-06830-6.
- Le christianisme et les femmes. Paris 2001, ISBN 2-204-06472-6.
- D’âge en âge, les Écritures – la Bible et l’herméneutique contemporaine. Paris 2004, ISBN 2-87299-126-3.
- Le signe de la femme. Paris 2006, ISBN 2-204-07396-2.
- Le livre d’Isaïe ou L’histoire au prisme de la prophétie. Paris 2008, ISBN 978-2-204-08387-4.
- Débats éthiques, sagesse biblique. Paris 2018, ISBN 978-2-7067-1681-2.